# Didier Otokoré
Didier Otokoré (Gagnoa, 26 marzo 1969) è un ex calciatore ivoriano, di ruolo centrocampista.